# 머사이어스 앤덜리

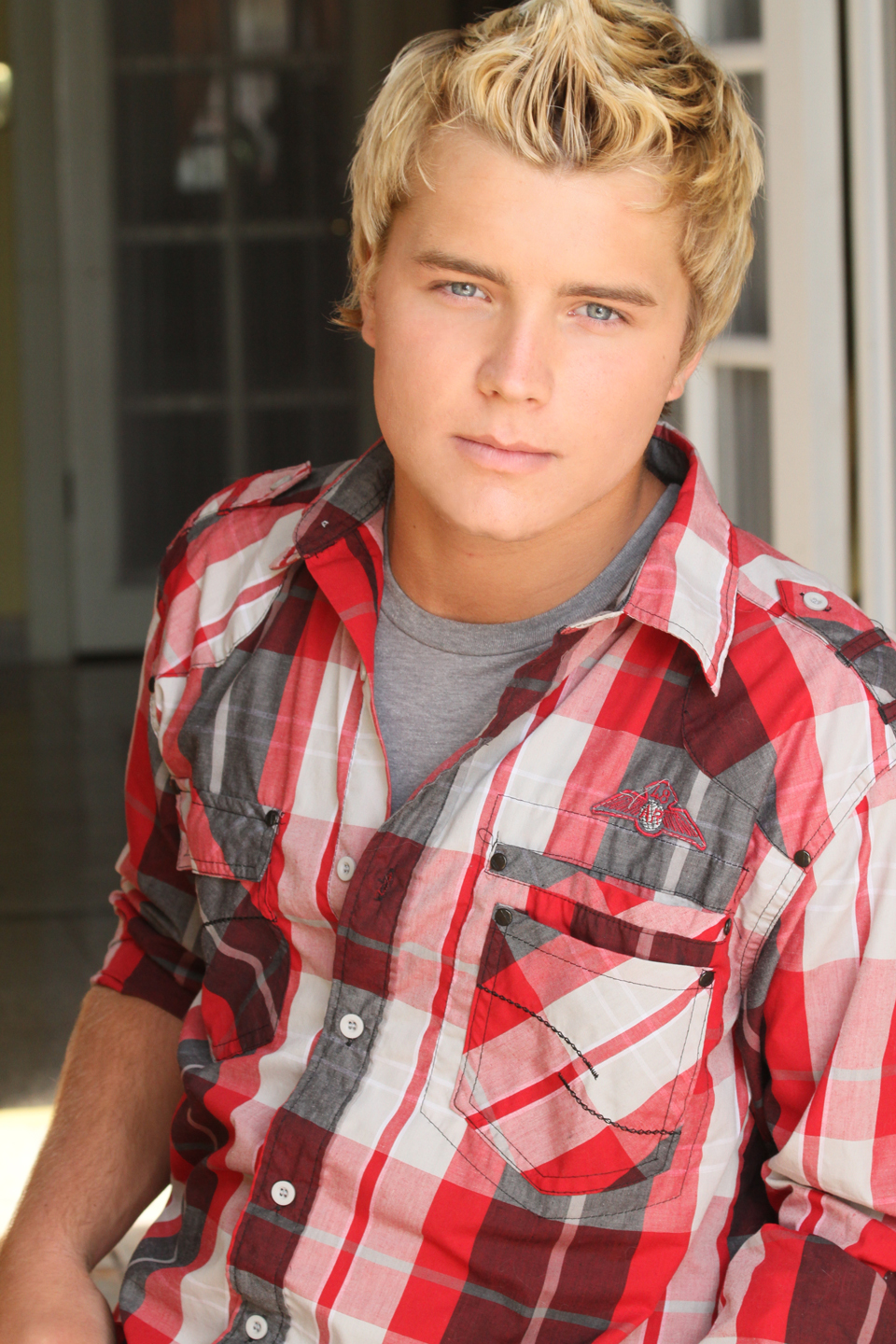

머사이어스 앤덜리(영어: Mathias Anderle, 1993년 7월 3일 ~ )는 미국의 배우, 모델 겸 싱어송라이터이다.
퓨앨럽에서 태어났다.

## 영화
- 스쿨 걸스 (2009년)